# Église Saint-Roger de Vitry-sur-Seine
L'église Saint-Roger de Vitry-sur-Seine est une église paroissiale située au 93 de la rue Jules-Lagaisse, sur la commune de Vitry-sur-Seine. Elle dépend de la paroisse Saint-Roger.

## Historique
Elle fait partie des projets réalisés par l'Œuvre des Chantiers du Cardinal.
Elle a été bénie le 23 décembre 1933 par son Eminence le Cardinal Verdier.
Le presbytère est construit en 1937.

## Description
Son clocher-mur à une baie campanaire s'élève au-dessus de la façade, ornée d'une statue,.